# Clericus Cup
Clericus Cup – rozgrywki piłkarskie, w których biorą udział drużyny złożone z księży i seminarzystów uczelni papieskich w Rzymie. Pomysłodawcą imprezy jest kardynał Tarcisio Bertone, znany ze swego zamiłowania do piłki nożnej.
W rozgrywkach bierze udział 16 drużyn, w tym jedna z Watykanu. Do 2010 roku w eliminacjach były one podzielone na dwie grupy po 8 drużyn, a z każdej grupy wychodziły po 4 drużyny. Od 2011 roku (V edycja) drużyny podzielone są na 4 grupy po 4 zespoły. Za zwycięstwo w regulaminowym czasie gry (60 minut) dostaje się 3 punkty, za przegraną 0. Jeśli w regulaminowym czasie gry nie dojdzie do rozstrzygnięcia, nie ma dogrywki, lecz od razu przechodzi się do konkursu rzutów karnych. Za zwycięstwo w karnych dostaje się 2 punkty, za porażkę 1 punkt. W fazie pucharowej drużyny także grają ze sobą 1 mecz, i podobnie jak w fazie grupowej, tak i tutaj (w przypadku remisu) od razu dochodzi do konkursu rzutów karnych. Rozgrywane są ćwierćfinały, półfinały, finał i mecz o trzecie miejsce. Zwycięska drużyna otrzymuje specjalny puchar. Mecze odbywają się w ciągu tygodnia tak, aby nie kolidować z mszami. Połowy meczu trwają 30 minut.
Pierwszy w historii mecz w ramach Clericus Cup został rozegrany 24 lutego 2007, kiedy to reprezentacja kolegium Maria Mater Ecclesiae pokonała reprezentację Papieskiego Uniwersytetu Gregoriańskiego 6:0.
Pierwszym zwycięzcą została drużyna z seminarium Redemptoris Mater w Rzymie.

## Triumfatorzy pucharu
- 2007 – Redemptoris Mater
- 2008 – Maria Mater Ecclesiae
- 2009 – Redemptoris Mater
- 2010 – Redemptoris Mater
- 2011 – Papieski Uniwersytet Gregoriański
- 2012 – North American Martyrs